# 泰式寿喜
泰式寿喜（英語：Thai suki），简称为寿喜（泰語發音：[sū.kîː]），是泰式火锅的分支，从餐厅供应的中式火锅演变而来，以迎合泰国庞大的华裔顾客群。食客可将肉类、海鲜、面条、饺子、蔬菜和菇类等配料浸入用炭火加热，还未调味的肉汤锅，在吃之前可将鸡蛋加入肉汤锅中，或把配料蘸上辛辣的“寿喜烧酱”。尽管名字有“寿喜”这两个字，这道菜与日本寿喜烧几乎没有相似之处，反而与涮涮锅、中国火锅、泰国东北依善地区的蘸酱火锅有更多的共同点。

## 历史
1957年，一家名为Coca的餐厅在曼谷的Soi Tantawan开设了第一家分店，该店提供日本寿喜烧改良版中国火锅。虽然它类似于日本寿喜烧，但泰式寿喜是挂了一个较吸引人的名字。这种经过修改的泰式寿喜大受欢迎。不久之后，其他连锁店开始在曼谷和其他城市开设贩卖泰式寿喜为主的餐厅，每家餐厅都有自己特制的蘸酱与配料作为卖点。
如今，MK连锁餐厅是泰国最受欢迎的餐厅，在全国拥有约200家餐厅，在日本拥有23家分店。Coca也在海外迅速蔓延，已经在亚洲和澳大利亚的24家分店提供泰式寿喜，并计划在美国和欧洲开设更多分店。

## 食材搭配
在泰式寿喜中，食客有更多的食材可供选择。不过提供的分量较小，以便食客可以选择更多样化的配料。酱料方面，除了“寿喜烧酱”，加入了大量辣椒酱、辣椒、蒜、酸橙和香菜的泰式烤肉辣椒蘸酱也符合泰国人的口味。